# Rödnäbbad buffelvävare
Rödnäbbad buffelvävare (Bubalornis niger) är en fågel i familjen vävare inom ordningen tättingar.

## Utseende och läte
Rödnäbbad buffelvävare är en stor och kraftig vävare. Hanen är chokladbrun med röda ben och en kraftig cinnoberröd näbb. I flykten syns tydliga vita vingfläckar. Lätena är udda, med en elektronisk klang.

## Utbredning och systematik
Rödnäbbad buffelvävare delas in i två underarter med följande utbredning:
- B. n. niger – Angola och Zambia till Sydafrika
- B. n. intermedius – södra Etiopien till Somalia, Kenya och Tanzania

## Levnadssätt
Rödnäbbad buffelvävare ses i familjegrupper i torrt skogslandskap med stora träd som bär deras rätt slarvigt byggda bon. Fågeln födosöker på marken i små till stora flockar, ofta i sällskap med starar och andra fåglar, på jakt efter insekter, frön och frukt.

## Status
Arten har ett stort utbredningsområde och beståndet anses stabilt. Internationella naturvårdsunionen IUCN listar den därför som livskraftig (LC).